# 名機製作所
株式会社名機製作所（めいきせいさくしょ、英: MEIKI CO., LTD.）は、かつて存在した射出成形機メーカーである。愛知県大府市に本社を置いていた。
2010年（平成22年）2月15日に株式会社日本製鋼所の子会社となった。2016年（平成28年）3月1日に日本製鋼所に完全子会社化されたのち、2020年（令和2年）4月1日に日本製鋼所に吸収合併され、同日より日本製鋼所の製作所の一つ（日本製鋼所名機製作所）となっている。

## 概要
加治慶之助が創業した射出成形機メーカーである。
射出成形機を日本で初めて開発したパイオニアとして知られている。また、同社が行っている名機スクール（射出成形機の専門研修）は、愛知県の認定（認定職業訓練）を受けた職業訓練施設で、自社員の研修だけでなく他企業の社員も積極的に受け入れている。

## 沿革
- 1933年（昭和8年）11月 - 合資会社名機製作所を創立[広報 1]。
- 1938年（昭和13年）12月 - 株式会社名機製作所に組織変更[広報 1]。
- 1942年（昭和17年）- 国産で初となるプラスチック射出成形機8AH型を開発[広報 5]。
- 1980年（昭和55年）10月 - シンガポール現地法人名機シンガポールPTE. LTD.を設立[広報 1]。
- 1987年（昭和62年）5月 - アメリカ現地法人名機アメリカコーポレーションを設立[広報 1]。
- 1989年（平成元年）11月 - 名古屋証券取引所市場第二部に株式を上場[広報 1]。
- 1996年（平成8年）9月 - タイに合弁会社名機（タイランド）Co., LTDを設立[広報 1]。
- 1997年（平成9年）3月 - ISO 9001認証を取得[広報 1]。
- 2005年（平成17年）3月 - ISO 14001認証を取得[広報 1]。
- 2007年（平成19年）9月 - 名機シンガポールPTE. LTD.を清算[広報 1]。
- 2008年（平成20年）11月 - 株式会社日本製鋼所と資本・業務提携[広報 1]。
- 2010年（平成22年）2月15日 - 第三者割当増資により株式会社日本製鋼所の子会社となる[広報 1][広報 3]。
- 2011年（平成23年）3月 - 子会社の名機アメリカコーポレーションを清算[広報 1]。
- 2012年（平成24年）6月 - 子会社の株式会社名高製作所を清算[広報 1]。
- 2014年（平成26年）9月 - タイの現地合弁会社であるMEIKI (Thailand) CO., LTDを解散[広報 1]。
- 2016年（平成28年）
  - 2月25日 - 上場廃止[2][広報 6]。
  - 3月1日 - 株式交換により日本製鋼所の完全子会社となる[2][広報 7]。
- 2020年（令和2年）4月1日 - 日本製鋼所に吸収合併される[広報 8]。

## 主な製品
- 射出成形機

電動射出成形機
直圧式大型電動成形機
ディスク専用機
多機能大型ロータリー機
- 圧縮成形機
- ホットプレス

プリント配線板用プレス
- ラミネータ

真空加圧式ラミネータ
- 周辺機器

加熱筒内高真空可塑化装置

#### 広報資料・プレスリリースなど一次資料
1. 1 2 3 4 5 6 7 8 9 10 11 12 13 14 15 16  “有価証券報告書－第73期(平成26年4月1日－平成27年3月31日)”.  EDINET. 2015年12月3日閲覧。
2. 1 2 3  “会社概要”.   株式会社名機製作所. 2017年10月8日閲覧。
3. 1 2  “平成22年3月期 決算短信” (PDF).   株式会社日本製鋼所. 2017年10月8日閲覧。
4. ↑  “名機スクール”.   株式会社名機製作所. 2015年12月3日閲覧。
5. ↑  “沿革”.   株式会社名機製作所. 2015年12月3日閲覧。
6. ↑  “上場廃止の決定について＜（株）名機製作所＞”.   名古屋証券取引所. 2016年3月3日閲覧。
7. ↑  “株式会社日本製鋼所による株式会社名機製作所の株式交換による完全子会社化に関するお知らせ” (PDF).   株式会社名機製作所 (2015年11月30日). 2015年12月8日時点のオリジナルよりアーカイブ。2015年12月3日閲覧。
8. ↑  “連結子会社の吸収合併（簡易合併・略式合併）の方針に関するお知らせ”.   株式会社日本製鋼所 (2019年3月19日). 2019年4月10日閲覧。